# Linden Stephens
Linden Stephens (21 marzo 1995) è un giocatore di football americano statunitense che milita nel ruolo di cornerback per i Seattle Sea Dragons della X Football League (XFL).

## Carriera

### New Orleans Saints
Stephens firmò con i New Orleans Saints il 4 maggio 2018 dopo non essere stato scelto nel Draft. Fu svincolato il 31 agosto 2018.

### Los Angeles Rams
Stephens firmò con la squadra di allenamento dei Los Angeles Rams il 3 ottobre 2018. Fu svincolato il 16 ottobre.

### Denver Broncos
Stephens firmò con la squadra di allenamento dei Denver Broncos il 21 novembre 2018 e vi rimase per il resto della sua stagione da rookie. Fu svincolato prima dell'inizio della stagione 2019.

### Seattle Seahawks
Stephens firmò con la squadra di allenamento dei Seattle Seahawks il 25 settembre 2019.

### Miami Dolphins
Stephens firmò con i Miami Dolphins il 7 dicembre 2019. Il 18 aprile 2020 fu svincolato.

### Seattle Seahawks
Stephens rifirmò con i Seattle Seahawks il 21 aprile 2020. Fu svincolato il 6 settembre e firmò con la squadra di allenamento il giorno successivo. Dopo i diversi infortuni che colpirono la squadra nella settimana 2 contro i New England Patriots, Stephens fu promosso nel roster attivo il 23 settembre 2020.